# Julius Guttmann
Pour les articles homonymes, voir Guttmann.
Julius Guttmann, né Yitzchak Guttmann le 15 avril 1880 à Hildesheim et mort le 19 mai 1950 à Jérusalem, est un rabbin allemand, spécialiste en philosophie de la religion.

## Biographie
Julius Guttmann était le fils de Jakob Guttmann (1845-1919). Ce dernier, grand rabbin de Hildesheim dans les années 1874-92, époque où la ville avait encore une communauté juive importante, est l'auteur de traités sur des sujets philosophiques. En 1892 la famille s'installa à Breslau.
Julius reçut sa formation de base au Jüdisch-Theologische Seminar et à l'université de Breslau. Il y fut dozent de 1910 à 1919 et, de 1919 à 1934, dozent à la Hochschule für die Wissenschaft des Judentums qui était le séminaire juif du mouvement réformateur). Il devint alors professeur de philosophie juive à l'université hébraïque de Jérusalem, chaire qu'il occupa jusqu'à sa mort.

## Œuvres
C'est surtout son livre Die Philosophie des Judentums (La philosophie du judaïsme) publiée chez Reinhardt-Verlag en 1933 qui a fait connaître Guttmann. On trouve des traductions en hébreu, en espagnol, en anglais, en japonais, etc. Roth voit dans cet ouvrage « le dernier produit de la science judéo-allemande du judaïsme ». Alors que ce mouvement a péri dans la Shoah, l'esprit de cet ouvrage de Guttmann se perpétue dans les ouvrages de Gershom Scholem, de Harry Austryn Wolfson (1887−1974) et de beaucoup d'autres. La première édition de Die Philosophie des Judentums se termine avec Hermann Cohen qui a fortement influencé la philosophie de Guttmann lui-même. L'édition en hébreu, plus tardive, comprend aussi Franz Rosenzweig. L'ouvrage de Guttmann exclut des penseurs importants de la Kabbale, influencé en cela par l'attitude de la Wissenchaft des Judentums concernant la pensée juive (Werblowsky, 1964).
Parmi les personnalités traitées dans Die Philosophie des Judentums on trouve Hiwi al-Balkhi, Saadia ben Joseph, Isaac Israeli, Salomon ibn Gabirol, Bahya ibn Paquda, Juda Halevi, Abraham ibn Dawd, Moïse Maïmonide, Levi ben Gershon, Hasdaï Crescas, Moses Mendelssohn, Spinoza, Salomon Formstecher, Samuel Hirsch, Nachman Krochmal, Salomon Ludwig Steinheim, Moritz Lazarus, Hermann Cohen et Franz Rosenzweig.

## Vie et activité

### Une philosophie de la religion
Guttmann représente la thèse selon laquelle une philosophie est une philosophie de la religion. C'est ainsi qu'il dit : « [La philosophie juive] est une philosophie de la religion au sens spécifique que donne la particularité de la religion révélée monothéiste qui, par la force de son exigence de vérité comme par la profondeur de son contenu intellectuel, s'oppose à la philosophie comme une puissance particulière ». Selon Meyer, il existe pour Guttmann dans la pensée juive une théologie autonome : le Mishne Torah de Maimonide. La spéculation philosophique hérétique sur des objets de la religion s'est constituée cependant d'après Meyer en philosophie de la religion. En tant que juif pieux Guttmann voulait dire, d'après Meyer, que le « sens du religieux seul ne saurait conduire à la possession de la vérité religieuse authentique ». Guttmann remarque qu'il ne s'agit pas d'une connaissance objective de la vérité, mais d'une certitude intérieure personnelle, certitude qui n'est pas pour autant moins digne de confiance. Guttmann note encore que la religion doit être considérée comme une « province particulière de l'esprit ». Il attribue donc un caractère de réalité autonome au sens du religieux, à l'immédiateté du sentiment dans la vie religieuse. Il utilisait également une méthode de la phénoménologie de Husserl selon laquelle conformément à sa description : « des éléments et structures a priori peuvent se rendre visibles s'ils existent comme des données présentes à l'origine dans la conscience de l'homme ». Cela permet à Guttmann d'analyser dans La Philosophie du judaïsme le processus par lequel des générations des philosophes juifs ont voulu interpréter la religion juive, et quelquefois aussi la justifier, comme une sorte de donné à l'origine. Ainsi était-il possible à Guttmann d'apporter une explication rationaliste même à ce qu'il y a de plus profond dans la conscience religieuse parce qu'il ne s'agissait pas d'idées religieuses en tant que telles. Il s'agissait au contraire d'exprimer et de formuler de façon philosophique les principes fondamentaux de la religion.

### Historiographie
Guttmann attribue un rôle important à la philosophie juive et à son historiographie et nous présente dans une répartition historique et chronologique l'histoire de la philosophie juive d'après les écoles philosophiques. C'est ainsi qu'il catégorise ou décrit la philosophie juive d'après les écoles philosophiques historiques, depuis Aristote jusqu'à l'existentialisme en passant par le néoplatonisme, dans une histoire linéaire où se suivent les événements. La raison d'une telle présentation était le « caractère de diaspora de la communauté juive ». Il entreprend une répartition d'après les courants et pense qu'il existe toujours un lien avec la tradition de la philosophie juive. Il est certain que même les philosophes modernes continueront les courants de pensée de la tradition philosophique. La philosophie juive ne perdrait donc pas son enracinement dans le passé. Il remarque que l'existence juive a beaucoup changé aujourd'hui et que la façon dont elle a changé place la philosophie juive devant des problèmes entièrement nouveaux. Il pense que « la philosophie de notre génération est celle d'autrefois ». Mais aujourd'hui il est impossible de savoir, en partant de la situation actuelle, si confuse, dans quelle voie nous sommes dirigés. Mais quelle que soit cette voie « il existera toujours un lien avec la tradition de la philosophie juive ». Comparant les sciences avec l'histoire de la philosophie il constate qu'il y a eu dans les premières un progrès et un changement continu. À l'inverse, l'histoire de la philosophie ne serait qu'une suite de crises et de controverses où se verrait la confrontation continuelle des nouvelles idées et de la pensée des époques antérieures. Il remarque plus loin qu'à l'intérieur de la philosophie moderne également on aperçoit les effets des leçons les plus importantes des dernières générations. De plus ceux que l'on appelle des révolutionnaires en philosophie seraient dans leur pensée d'après Guttmann, consciemment ou non, les héritiers de la tradition philosophique. Simplement ces anciennes pensées seraient maintenant mieux comprises et il serait possible d'en tirer des conclusions nouvelles. En dépit de tous les conflits, « la philosophie [préserverait] sa propre continuité ». Pour en donner un exemple, Guttman fait appel au développement de la philosophie juive : « elle garde ses liaisons avec le passé, malgré l'abîme qui sépare le Moyen Âge des temps modernes ». Guttmann remarque que les mêmes problèmes se pose dans les temps modernes qu'au Moyen Âge. La philosophie juive moderne a tiré des enseignements des solutions proposées par les grands philosophes comme Maimonide ou Juda Ha-Levi. Ces liens avec les philosophes du passé se remarquent même dans la philosophie juive moderne, malgré toutes les différences.

## Source
- (de) Cet article est partiellement ou en totalité issu de l’article de Wikipédia en allemand intitulé « Julius Guttmann » (voir la liste des auteurs).